# Góry (powiat puławski)
Góry – wieś w Polsce położona w województwie lubelskim, w powiecie puławskim, w gminie Markuszów. Położona na północnej krawędzi Płaskowyżu Nałęczowskiego.
| SIMC    | Nazwa        | Rodzaj  |
| ------- | ------------ | ------- |
| 0385684 | Góry-Kolonia | kolonia |

Na terenie wsi utworzono dwa sołectwa: Góry i Góry-Kolonia. Według Narodowego Spisu Powszechnego z roku 2011 wieś liczyła 407 mieszkańców. 
Wierni Kościoła rzymskokatolickiego należą do parafii św. Józefa w Markuszowie.

## Historia
Wzmiankowana w początkach XV wieku jako wieś szlachecka. 
Wieś szlachecka położona była w drugiej połowie XVI wieku w powiecie lubelskim województwa lubelskiego. 
19 grudnia 1863 roku pomiędzy Górami a Przybysławicami miała miejsce bitwa powstańców styczniowych (pod dowództwem Lenieckiego, Mareckiego i Gozdawy) z siłami rosyjskimi (pod dowództwem mjr. Zawadzkiego i ppłk. Rakuzy). W bitwie poległo 6 powstańców, kilku zostało rannych, a 14 dostało się do niewoli. 
W latach 1975–1998 miejscowość położona była w starym województwie lubelskim.
W Górach urodził się Stanisław Tyburek (1895–1967), oficer Wojska Polskiego, odznaczony Orderem Virtuti Militari i Józef Mazur (1916–1980), żołnierz Batalionów Chłopskich.